# مارك برادتك
مارك برادتك (بالإنجليزية: Mark Bradtke)‏ مواليد 27 سبتمبر 1968 في جنوب أستراليا، هو لاعب كرة سلة أسترالي سابق. بدأ مسيرته الاحترافية في سنة 1988. يبلغ طوله 6 قدم 10 بوصة (2.1 م). مثّل منتخب بلاده. شارك في دورة الألعاب الأولمبية الصيفية سنة 1988. اعتزل اللعب في 2007.

## المسيرة الاحترافية
لعب مع أديليد ثيرتي سيكسترز في الدوري الأسترالي من سنة 1988 إلى 1992، ثم لعب مع سي بي مورسيا في الدوري الإسباني في سنة 1992، ثم لعب مع ملبورن يونايتد في الدوري الأسترالي من سنة 1993 إلى 1996، ثم لعب مع فيلادلفيا سفنتي سيكسرز في موسم 1996–1997، ثم لعب مع ملبورن يونايتد في الدوري الأسترالي من سنة 1997 إلى 2002، ثم لعب مع أولمبياكوس في سنة 2002، ثم لعب مع ملبورن يونايتد في الدوري الأسترالي من سنة 2002 إلى 2005، ثم لعب مع بريزبن بولتز في موسم 2006–2007.

## سجل المنافسة
شارك في المنافسات التالية:
- الألعاب الأولمبية الصيفية 1988
- الألعاب الأولمبية الصيفية 1992
- الألعاب الأولمبية الصيفية 1996
- الألعاب الأولمبية الصيفية 2000

## روابط خارجية
- مارك برادتك على موقع الاتحاد الدولي لكرة السلة (الإنجليزية)
- مارك برادتك على موقع إن بي أي (الإنجليزية)
- مارك برادتك على موقع سبورتس رفرنس (الإنجليزية)
- مارك برادتك على موقع الدوري الإسباني لكرة السلة (الإسبانية)
- مارك برادتك على موقع كرة السلة الأوروبية.كوم (الإنجليزية)
- مارك برادتك على موقع ريلجم (الإنجليزية)
- مارك برادتك على موقع بروبوليرز (الإنجليزية)
- مارك برادتك على موقع سبورتس رفرنس (الإنجليزية)
- مارك برادتك على موقع أوليمبيديا (الإنجليزية)
- مارك برادتك على موقع اللجنة الأولمبية الأسترالية (الإنجليزية)